# 대니 미노그
대니 미노그(영어: Dannii Minogue, 1971년 10월 20일 ~ )는 오스트레일리아의 싱어송라이터 겸 배우, 패션 디자이너이다.

## 음반 목록
- Dannii (1990)
- Love and Kisses (1991)
- Get into You (1993)
- Girl (1997)
- Neon Nights (2003)
- Club Disco (2007)